# Cathédrale Sainte-Marie de Bayonne
Pour les articles homonymes, voir Cathédrale Sainte-Marie.
La cathédrale Sainte-Marie ou Notre-Dame de Bayonne est une cathédrale catholique de rite latin située dans le département des Pyrénées-Atlantiques (sud-ouest de la France). Construite aux XIIIe et XIVe siècles, elle est caractéristique du style gothique. Elle est le siège épiscopal du diocèse de Bayonne.

## Présentation
C’est une cathédrale gothique, commencée dans les années 1240, sans que l'on connaisse la date précise du début des travaux. La façade occidentale est surmontée par deux flèches de 85 mètres de haut, qui ont été terminées au XIXe siècle. Elle renferme la châsse de saint Léon, évêque présumé de Bayonne au IXe siècle. Un cloître, datant du XIIIe siècle, est attenant à la cathédrale du côté sud. La cathédrale Sainte-Marie a été inscrite sur la liste du patrimoine mondial en 1998 dans le cadre des chemins de Saint-Jacques-de-Compostelle en France (voie de Soulac).

## Historique de la construction
Depuis la fin du IVe siècle Bayonne est le siège d'un évêché donc possède une cathédrale qui semble dédiée à la vierge Marie. Lorsque saint Léon arrive vers l'an 900 pour rechristianiser la région qui a subi les assauts répétés et les pillages des Normands, il ne reste ni clergé ni église. À la suite d'un miracle réalisé dans le temple de Mars occupant le centre de la ville, une partie de la population se convertit et le temple est rasé pour édifier une cathédrale mais celle-ci subit d'autres assauts notamment ceux des Sarrasins au Xe siècle.
Au XIIe siècle, l'évêque Raymond de Martres projette de construire une cathédrale romane dédiée à Notre-Dame, il commence à lever des fonds mais la pose de la première pierre est probablement réalisée par son successeur, Arnaud Loup de Bessabat, en 1140 ou 1141 sur l'emplacement de la cathédrale actuelle. Elle possède déjà un cloître dont le mur extérieur ouest est probablement le plus ancien vestige de l'ensemble architectural (le mur sud de la cathédrale a été détruit au XIXe siècle),.
En 1258, un grand incendie détruit la moitié de la ville et une partie du chœur de l'église. Il fait déjà suite à au moins deux autres incendies ayant touché la cathédrale en 1199 et 1224.
Les Bayonnais décident de reconstruire le monument et font intervenir un architecte connaisseur des nouvelles techniques de construction dites gothiques. On l'appelle le « maître champenois ». Il construit le chevet puis certainement une partie du transept et du cloître gothique en s'appuyant sur les murs romans. Il érige également un clocher au niveau des deux chapelles sud du chevet (au niveau de l'entrée actuelle du cloître) car l'incendie avait également touché le clocher situé dans la tour sud.
En 1310, la foudre détruit par le feu le reste de la cathédrale romane sans toucher l'œuvre gothique du XIIe siècle. Au cours des XIVe et XVe siècles la construction se prolonge vers l'ouest grâce aux dons du cardinal Guillaume Godin originaire de Bayonne. La dernière travée de la nef est terminée en 1404, les bas-côtés sont ensuite élevés. La cathédrale est quasiment achevée quand les Français reprennent la ville aux Anglais en 1451.
Fin XVe siècle - début XVIe siècle, les travaux de la tour sud sont commencés par les trésoriers laïcs Bernardon Lehet et son fils Auger. Celle-ci est coiffée en 1615 d'un dôme en ardoise à huit pans en forme de bulbe et surmonté de deux croix.
Au XIXe siècle, Monseigneur Lacroix souhaite entreprendre d'importants travaux de restauration et de remaniement grâce à notamment au legs Lormand de 40 000 francs or. Il fait appel à Émile Boeswillwald, architecte des bâtiments de France et élève de Eugène Viollet-le-Duc. Aux XXe et XXIe siècles, la cathédrale voit également les travaux se poursuivre avec les ravalements et restaurations intérieurs et extérieurs, les restaurations de vitraux et le réaménagement du chœur pour le rendre conforme à la réforme liturgique issue du concile Vatican II.

## Description

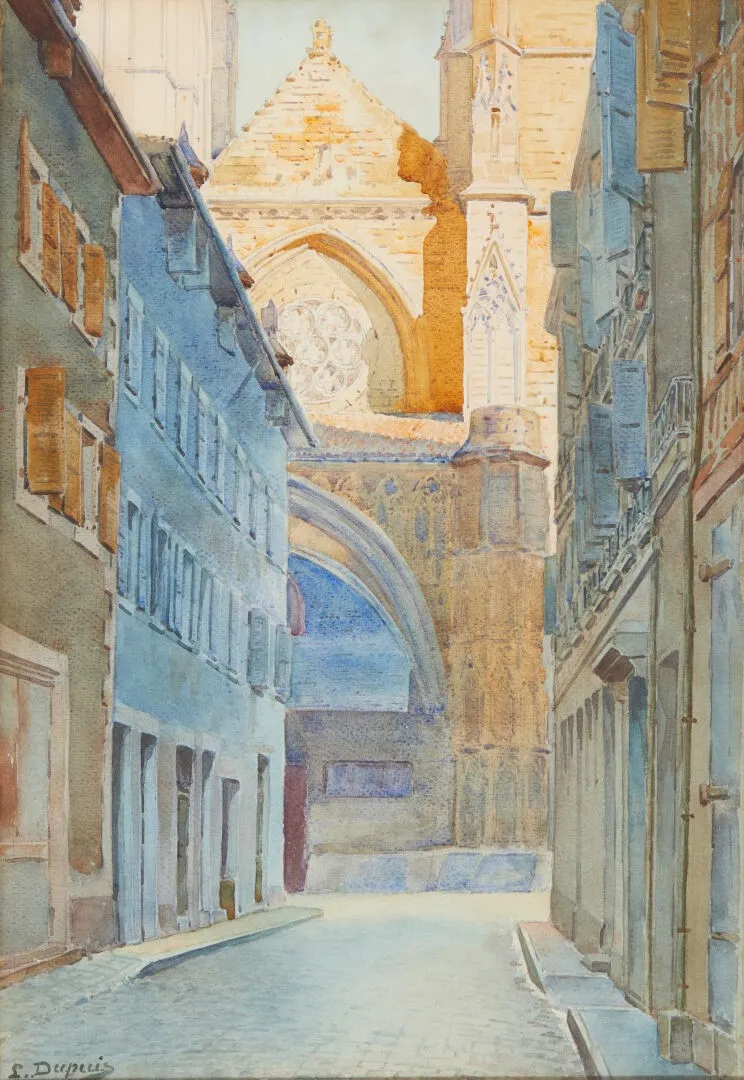
La cathédrale vue de la rue de l'Abesque par Louis Dupuis (1862-1951).

Construite en pierres de Mousserolles (pierre ocre) puis en pierres de Bidache (pierre blanche), la cathédrale Sainte-Marie est située en plein cœur de la ville de Bayonne dans le quartier historique. Elle est située sur une butte qui domine l’Adour et la Nive. Elle appartient au style gothique rayonnant avec une influence champenoise surtout dans l’abside et le déambulatoire. Au sud, un cloître rectangulaire est attenant à la cathédrale. La face ouest, qui se trouve face à la bibliothèque municipale, anciennement le palais épiscopal, est constituée d’un grand portail et de deux flèches entourant cette entrée.
C’est la plus récente de la cathédrale. La face est, qui se trouve du côté de la Nive, est le chevet de la cathédrale. Le plan de la cathédrale est classique avec une forme de croix, une nef et deux collatéraux. Autour du chœur, le déambulatoire s’ouvre sur sept chapelles rayonnantes. La partie la plus ancienne est l'abside et date du XIIIe siècle. Les travaux du transept, de la nef et des bas-côtés se sont déroulés durant le XIVe siècle.

### Dimensions
- Longueur :  76,96 m
- Largeur : 33,40 m
- Hauteur de la nef centrale : 26,50 m
- Hauteur des bas-côtés : 12 m
- Hauteur des flèches : 70 m

### La nef
La nef est constituée de sept travées à croisée d’ogives (dont la première peut-être considérée comme un narthex) et s’élève sur trois niveaux avec de grandes arcades, un triforium et de hautes fenêtres.
La tribune d'orgues se situe dans la première travée (la chapelle du bas-côté nord accueille les fonts baptismaux). Les piliers de cette travée soutenant les deux tours sont donc plus gros que les suivants.
Les six autres travées sont régulières et présentent des clefs de voûte armoriées évoquant l’histoire de la ville de Bayonne à l'époque où le duc d'Aquitaine était aussi roi d'Angleterre (sous la lointaine suzeraineté du roi de France). Ainsi, les fleurs de lys symbolisant le pouvoir français côtoient les trois léopards symbolisant le pouvoir des rois d'Angleterre sur leurs terres de Gascogne. Les triforiums ne s'ouvre qu'à partir de la dernière travée de la nef.

### Le transept
Dans le transept sud se trouve l'une des plus belles clefs de voute de la cathédrale : la nef bayonnaise, symbolisant la puissance navale de la ville médiévale. Elle représente un navire avec un gouvernail d'étambot appelé aussi « timon à la bayonnaise » car on suppose qu’il a été inventé à Bayonne. Les Basques l’ont répandu en Europe au début du XIIe siècle.
Huit marins sont à bord. Tout autour apparaissent les symboles et les noms des quatre évangélistes : Jean (et l'aigle) à la poupe, Luc (et le bœuf) à la pointe du mât, Matthieu à la proue, Marc (et le lion) sous la coque. C’est donc la nef de l’Église qui est ici représentée.

### Le chœur

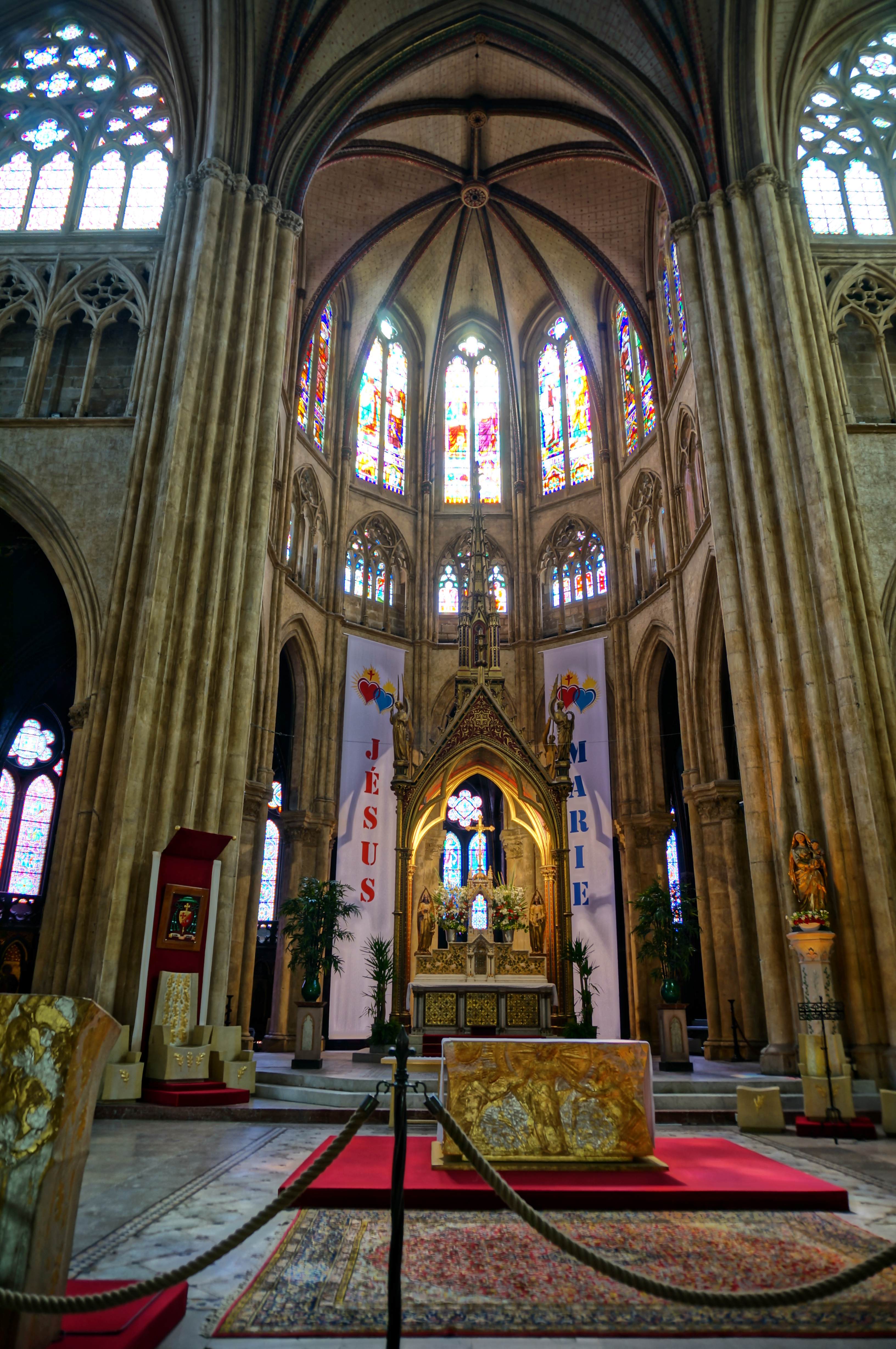
Le chœur depuis 2003.

Le vaste chœur de la cathédrale, surélevé, est en deux parties : le chevet et la croisée du transept. Dans l'abside se trouve un maître-autel richement décoré, en marbre de Carrare et surmonté d'un haut ciborium, dont le tabernacle garde les espèces eucharistiques. Le pavement de marbre polychrome du chevet a été dessiné par Louis Steinheil et fut exécuté par l'atelier Géruset de Bagnères-de-Bigorre. C'est un damier de lions et d'aigles couronnés regardant vers l'autel. Ces motifs reprennent ceux de la chasuble rapportée par Bernard de Lacarre de la 3e croisade et retrouvée dans un tombeau dans la chapelle Saint-Anne en 1853. Une citation du premier livre des Rois relie les colonnes de cette partie absidiale : « Que tes yeux soient ouverts jour et nuit sur cette maison, sur ce lieu dont tu as dit : “Mon Nom sera là”, écoute la prière que ton serviteur fera en ce lieu ». Le ciborium néo-gothique, Sainte-Chapelle miniature, forme un immense dais ogival au-dessus de l'autel, gardé aux angles par quatre anges montrant les instruments de la Passion du Christ.
Le nouveau mobilier liturgique a été installé à la croisée du transept, sur un espace légèrement surélevé dans le prolongement du chevet : l'autel, l'ambon, la crédence, la cathèdre et les autres sièges ont été réalisés en bois de hêtre par le sculpteur Dominique Kaeppelin en 2003. Sur le nouvel autel sont représentées la Résurrection et la traversée de la Mer Rouge, c.-à-d. les deux pâques (la pâque juive et la pâques chrétienne) ; sur les côtés sont représentés des animaux de la Création. Sur l'ambon est représenté un chêne, rappel du Chêne de Mambré et emblème basque, dans les feuillages duquel viennent nicher des oiseaux symbolisant la vie spirituelle. Sur le dossier de la cathèdre le symbole du chêne est repris à travers les feuilles de chêne. Un Christ ressuscité situé sur le pilier droit du transept à l'entrée du chœur vient compléter l'ensemble.

### Les chapelles
La cathédrale compte de nombreuses chapelles : sept sont situées dans le bas-côté nord (chapelles des fonts baptismaux, Saint-Michel, Sainte-Thérèse, Saint-Léon, du Crucifix, Saint-Jérôme, Saint-Jean-Baptiste) et sept dans le déambulatoire (chapelles Saint-Martin, Saint-Pierre, Saint-Joseph, la chapelle de la Vierge dans l'axe de la nef, chapelles Saint-Jacques, du Sacré-Cœur, Sainte-Anne). Le long du bas-côté sud, construite au XIXe siècle sur la galerie nord du cloître se trouve une grande chapelle dédiée à saint Léon (également appelé chapelle du Saint-Sacrement ou chapelle paroissiale). Enfin sous la tour sud se trouve une ancienne chapelle dédiée à la Vierge puis sacristie des prébendiers et maintenant remise.
Elle fut construite au XVIe siècle en style flamboyant s'exprimant notamment au travers de la voute avec liernes et tiercerons. Monseigneur Terrier y fit installer à la fin de la Seconde Guerre mondiale un vitrail-armorial représentant douze blasons d'évêques bayonnais (comme les douze apôtres) ainsi que le sien et celui de Pie XII (d'où le nom de sacristie des évêques parfois utilisé). Le passage entre cette chapelle et l'ancienne sacristie des prébendiers donne accès au cloître.
Le déambulatoire et les chapelles rayonnantes possèdent une unique voûte déjetée, particularité architecturale que l'on retrouve à la cathédrale de Soissons.

### La salle du chapitre
Près du chevet, derrière la chapelle Saint-Jérôme, se trouve une petite salle voûtée avec liernes et tiercerons qui servit de sacristie aux chanoines puis de salle du chapitre (encore utilisée aujourd'hui).

## Description par Victor Hugo du monument avant sa restauration
La cathédrale de Bayonne a été visitée par l'écrivain Victor Hugo lors de son voyage dans les Pyrénées en 1843. Voici la description qu'il nous en fait dans son ouvrage Alpes et Pyrénées :

« La cathédrale de Bayonne est une assez belle église du quatorzième siècle couleur amadou et toute rongée par le vent de la mer. Je n'ai vu nulle part les meneaux décrire dans l'intérieur des ogives des fenestrages plus riches et plus capricieux. C'est toute la fermeté du quatorzième siècle qui se mêle sans la refroidir à toute la fantaisie du quinzième. Il reste çà et là quelques belles verrières, presque toutes du seizième siècle. À droite de ce qui a été le grand portail j'ai admiré une petite baie dont le dessin se compose de fleurs et de feuilles merveilleusement roulées en rosace. […] L'église est accostée au sud d'un vaste cloître du même temps, qu'on restaure en ce moment avec assez d'intelligence et qui communiquait jadis avec le chœur par un magnifique portail, aujourd'hui muré et blanchi à la chaux, dont l'ornementation et les statues rappellent par leur grand style Amiens, Reims et Chartres. Il y avait dans l'église et dans le cloître beaucoup de tombes, qu'on a arrachées. Quelques sarcophages mutilés adhèrent encore à la muraille. Ils sont vides. Je ne sais quelle poussière hideuse à voir y remplace la poussière humaine. L'araignée file sa toile dans ces sombres logis de la mort. »

## Les orgues
Le premier orgue de la cathédrale, installé dans la cathédrale en 1488 par Dominique Castelbon, réparé par Amadis vers 1580-1590 se trouvait dans le transept au-dessus des deux portes de la sacristie. Il fut restauré ou reconstruit de 1625 à 1631 par Boysolle et le sieur Benoist.
Monseigneur de Beauvau fit construire une tribune en pierre au-dessus de la porte ouest pour recevoir un nouveau buffet dans lequel fut intégrée une partie de l'instrument précédent en 1705. En 1725, François Lépine restaure l'orgue et le dote du positif de dos actuel. Mauroumec y travaille en 1774. Le buffet actuel, classé monument historique date probablement de cette période. En 1793, la cathédrale de Bayonne devient magasin à fourrage et l’orgue se délabre peu à peu. En 1803, le facteur Bordis de Pau restaure l'orgue abîmé lors des troubles de la Révolution.
En 1862, le restaurateur de la cathédrale, Émile Boeswillwald, ayant fait classer tout l'édifice, le buffet de l'orgue fut également classé avec la mention : "bois sculpté en partie doré, premier quart du XVIIIe siècle." Et en 1865, la manufacture Merklin-Schültze reconstruit l'instrument au goût du jour : de classique, il devient romantique. Un instrument entièrement neuf de 36 jeux sur trois claviers de 56 notes et un pédalier de 27 notes avec trois machines Barker est installé dans le buffet classé, le positif de dos fut vidé de ses tuyaux. Cet orgue était particulièrement soigné et réussi. La même maison relève l'instrument en 1891. Une soufflerie électrique fut installée en 1920.
En 1934, Ermend Bonnal (organiste de l'église Saint-André), André Marchal et Norbert Dufourcq, mandatés par les Beaux-Arts, ont expertisé l'instrument et mis au point un projet de refonte. Finalement un orgue neuf de 53 jeux est construit en 1935-37, par Victor Gonzalez en intégrant des éléments de l'orgue de Mercklin. Le goût avait changé et le retour aux maîtres anciens nécessitait la réintégration dans la palette sonore des jeux propres et indispensables à l’exécution de leurs œuvres. Cette reconstruction a également rétabli des tuyaux du positif dans le buffet du positif de dos et remplacé l’ancienne console en fenêtre par une console neuve indépendante faisant face à l’autel. Les notes étaient à traction mécanique directe ; le tirage des jeux et des accouplements à traction pneumatique. Beaucoup de commentateurs remarquent le manque de puissance des jeux.
En 1962, André Marchal se plaint que l'orgue est en mauvais état, et en 1974, l'orgue est injouable. En 1979, la maison Danion-Gonzalez relève et augmente le nombre de jeux, mais les travaux restèrent inachevés, il n'y eut donc pas d'inauguration. En 2022 l'instrument est toujours en mauvais état. De nombreux projets de restauration n'ont toujours pas abouti.

### Composition
Le buffet en châtaignier et sapin est composé de deux corps, : positif de dos à 3 tourelles et 2 plates-faces en V, grand-orgue à 5 tourelles et 4 plates-faces d'égale hauteur. Le tout est richement décoré de guirlandes de laurier, trophées, pots-à-feu, culots. L’orgue comporte 3 claviers de 56 notes et un pédalier de 32 notes. La traction des notes mécanique s’effectue avec une machine Barker, tirage des jeux électrique.

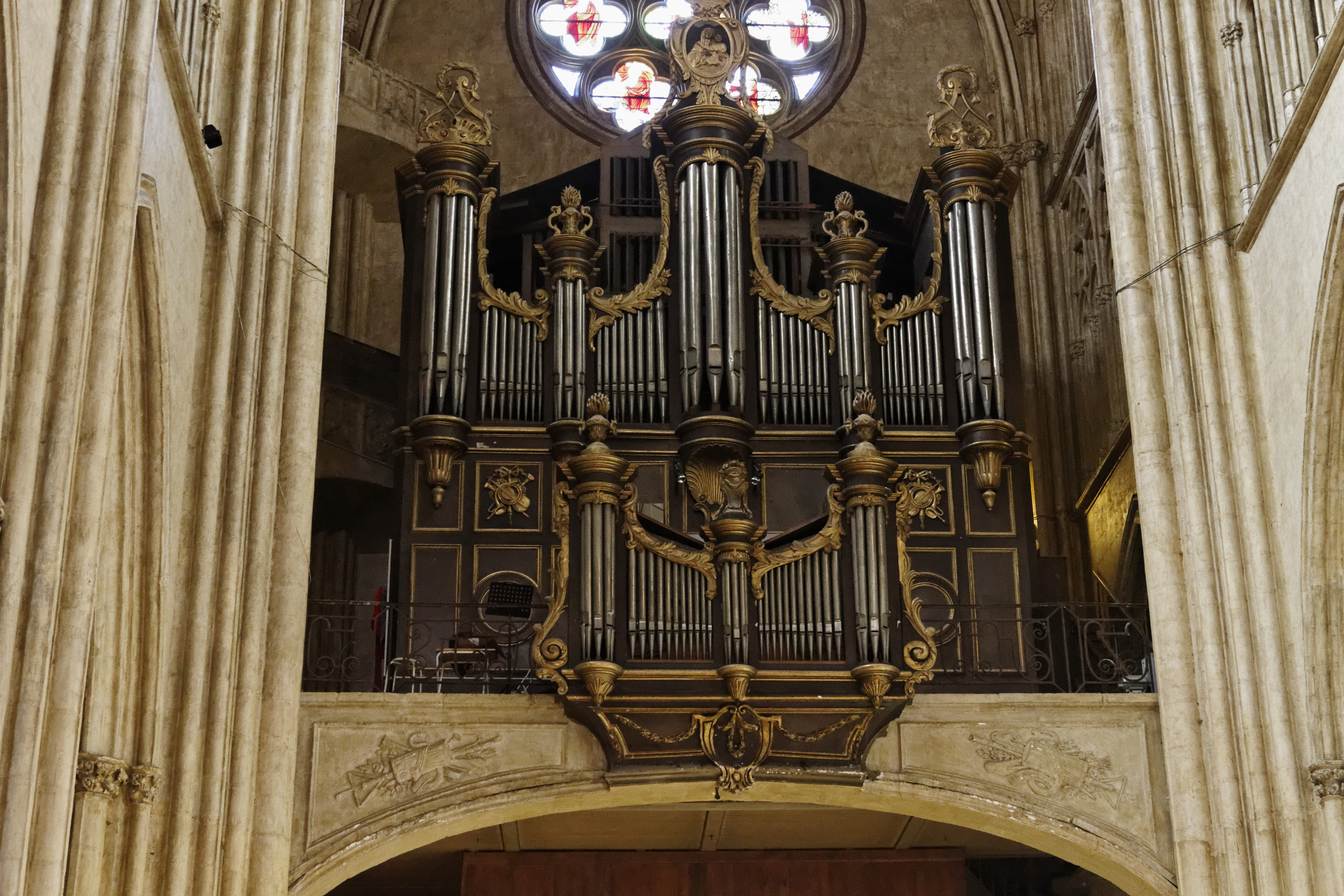
Le grand orgue.

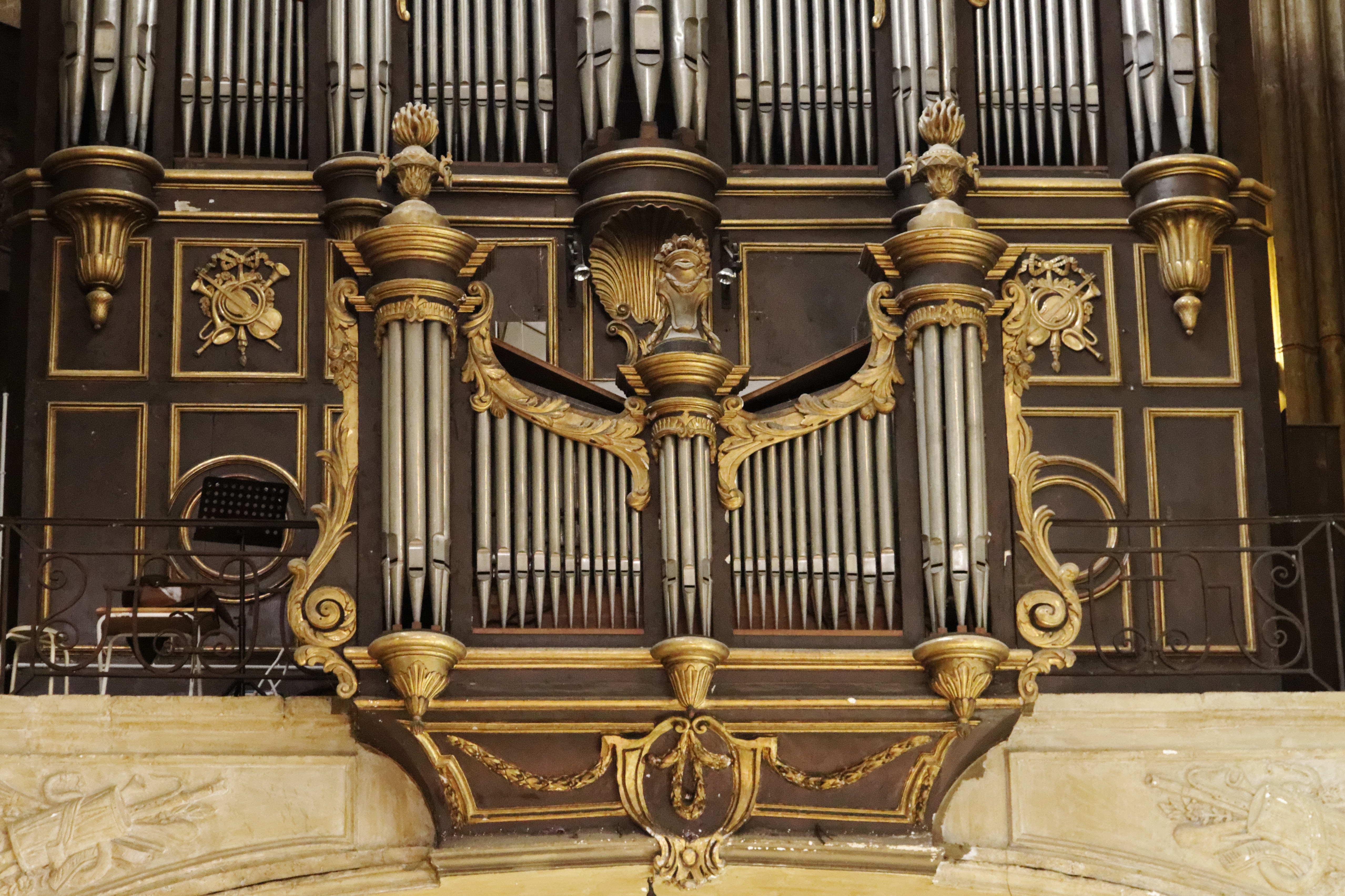
Le grand orgue : le positif.

Composition
| Grand-Orgue 56 notes |
| Montre 16'           |
| Bourdon 16'          |
| Montre 8'            |
| Flûte harmonique 8'  |
| Bourdon 8'           |
| Prestant 4'          |
| Flûte à cheminée 4'  |
| Doublette 2'         |
| Sesquialtera II      |
| Cornet V             |
| Fourniture V         |
| Cymbale V            |
| Bombarde 16'         |
| Trompette 8'         |
| Clairon 4'           |

| Positif de dos 56 notes |
| Montre 8'               |
| Bourdon 8'              |
| Prestant 4'             |
| Flûte cônique 4'        |
| Nazard 2' 2/3           |
| Quarte de nazard 2'     |
| Tierce 1' 3/5           |
| Plein-jeu IV            |
| Trompette 8'            |
| Cromorne 8'             |

| Récit expressif 56 notes |
| Quintaton 16'            |
| Principal 8'             |
| Bourdon 8'               |
| Flûte harmonique 8'      |
| Viole de Gambe 8'        |
| Voix Céleste 8'          |
| Principal 4'             |
| Flûte 4'                 |
| Doublette 2'             |
| Piccolo 1'               |
| Cornet V                 |
| Plein Jeu V              |
| Cymbale IV               |
| Bombarde 8-16'           |
| Trompette 8'             |
| Basson-Hautbois 8'       |
| Voix Humaine 8'          |
| Clairon 4'               |

| Pédale 32 notes |
| Flûte 16'       |
| Soubasse 16'    |
| Violoncelle 8'  |
| Basse 8'        |
| Bourdon 8'      |
| Flûte 4'        |
| Fourniture IV   |
| Bombarde 16'    |
| Trompette 8'    |
| Clairon 4'      |

## La chaire à prêcher
Le quatrième pilier accueille une chaire octogonale en bois d'acajou des Canaries datant de 1760. Elle a été offerte par le chanoine Clérisse (surnommé le Canarien à la suite de son séjour dans l'archipel). De style rocaille propre au XVIIIe siècle, sur ses panneaux bombés sont représentées les allégories des trois vertus théologales : l'espérance (s'appuyant sur une ancre), la charité (tenant un cœur enflammé dans la main droite), et la foi (portant un voile rabattu sur le front, tenant une croix dans la main droite et un calice dans la main gauche) ainsi que l'allégorie de la justice (tenant un glaive dans la main droite et une balance dans la main gauche), une des quatre vertus cardinales. On accède à la chaire par un escalier outillé d'une rampe en fer forgé de la même époque, ornée des lettres entrelacées A et M pour Ave Maria. L'abat-son et le dossier, dont les originaux ont disparu pendant la Révolution française, ont été remplacés et ne présentent pas d'intérêt particulier.

## Les vitraux
Les vitraux de la cathédrale datent de la Renaissance au début du XXe siècle. On y retrouve diverses représentations de parties de la Bible comme la création d'Adam et Ève ou des scènes de la vie du Christ ou encore des scènes de la vie des saints. La chapelle Saint-Jérôme abrite l'un des plus beaux vitraux datant de 1531 et représentant le Christ chassant le démon du corps de la fille de la Cananéenne.
Les vitraux du chœur, qui datent du début du XXe siècle, sont signés de Paul Louzier et Edmond Socard. Les vitraux du triforium illustrent les quinze mystères du rosaire en cinq verrières de trois lancettes. Ceux des hautes verrières représentent au centre l'Ascension du Christ et l'Assomption de la Vierge, entourés à leur droite des évangélistes Matthieu, Jean, Marc et Luc et à leur gauche des prophètes Isaïe, Jérémie, Ézéchiel et Daniel.
Les vitraux de style gothique des chapelles absidiales datent du XIXe siècle et ont été réalisés d'après des cartons de Louis Steinheil (auteur également des fresques murales de ces mêmes chapelles et du décor de la voûte déjetée du déambulatoire).

## Les cloches
La tour nord (celle de gauche) abrite une sonnerie de 5 cloches de volée.
- Jacques (bourdon) : La 2 - 3.640 kilos, fondu en 2003 par la fonderie Cornille-Havard de Villedieu-les-Poêles
- Marie : Do 3 - 2.100 kilos, fondue en 1819 par Jean Delestan, fondeur à Dax
- Léon : Mi 3 - 1.000 kilos, fondu en 1955 par la fonderie Paccard d’Annecy
- Christ Roi : Sol 3 - 650 kilos fondu en 1955 par la fonderie Paccard d’Annecy
- Jeanne d'Arc : La 3 - 460 kilos fondue en 1955 par la fonderie Paccard d’Annecy

Jeanne d’Arc dite « cloche des jeunes » sonne les quarts, Marie décompte les heures et Léon sonne l’angélus trois fois par jour.
Le bourdon Jacques est une cloche hors du commun.
Il a été offert par la municipalité de Bayonne et l'État. Coulé le 11 juillet 2003, il est baptisé par Mgr Molères (évêque de Bayonne) le samedi 20 septembre et prend place dans le beffroi le 1er octobre.
Jacques a été richement décoré par Marc-Antoine Orellana (de Grandcamp - Eure).
Pour le corps de la cloche, l’artiste a choisi trois éléments emblématiques : la cathédrale et son cloître, un navire surmonté de l’arbre de vie, le portail de la cathédrale. Pour la couronne de la cloche (anses surmontant la cloche et servant à la suspendre), l’artiste évoque la magnificence de la Jérusalem céleste.
Jacques est une cloche polychrome, c’est-à-dire qu’il est peint, ce qui est quasiment unique en France. Le corps de la cloche a été patiné en brun par oxydation du métal puis les décors ont été colorés avec des encres et des pigments. Son mouton (pièce de bois horizontale qui à laquelle la cloche est accrochée) est de forme asymétrique, en chêne sculpté, incrusté de bronze, et polychrome. Même son battant est décoré.
Parmi ses inscriptions, on peut lire : « À tout âge, choisir d’aimer, en vérité »
L’artiste Marc-Antoine Orellana avait déjà réalisé les décors des cloches du carillon de Honfleur (Notre-Dame de Grâce) en 1996. Après Bayonne, il réalise les décors de trois cloches pour l’église Sainte-Jeanne de Chantal de Paris en 2004 et ceux de trois cloches pour la cathédrale de Sées en 2015.
Par le passé, les cloches étaient généralement fondues sur place, des vestiges archéologiques, découverts lors de la construction de la bibliothèque municipale voisine, en attestent.
Au Moyen Âge, le clocher se trouvait au niveau du chevet, près de l'actuelle entrée du cloître. Le sonneur de cloches disposait d'un double cadran solaire (un vertical et un équinoxial) se trouvant près de son habitation située dans le clocher. Ce cadran est encore visible aujourd'hui. Cependant, dès 1595, la ville a fait installer une horloge dans le clocher de la cathédrale.

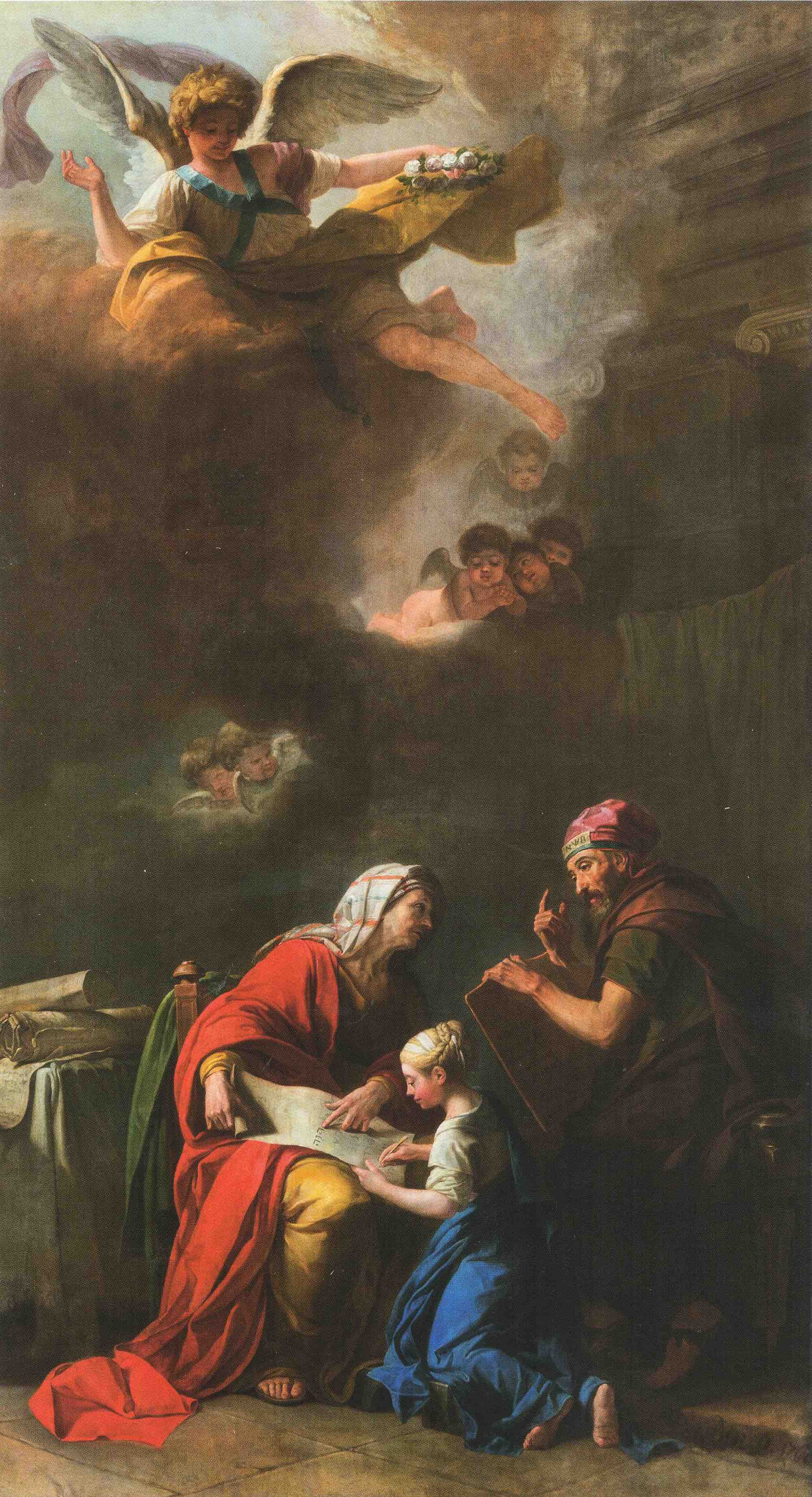
Jean Bardin, L’Éducation de la Vierge, 1768.

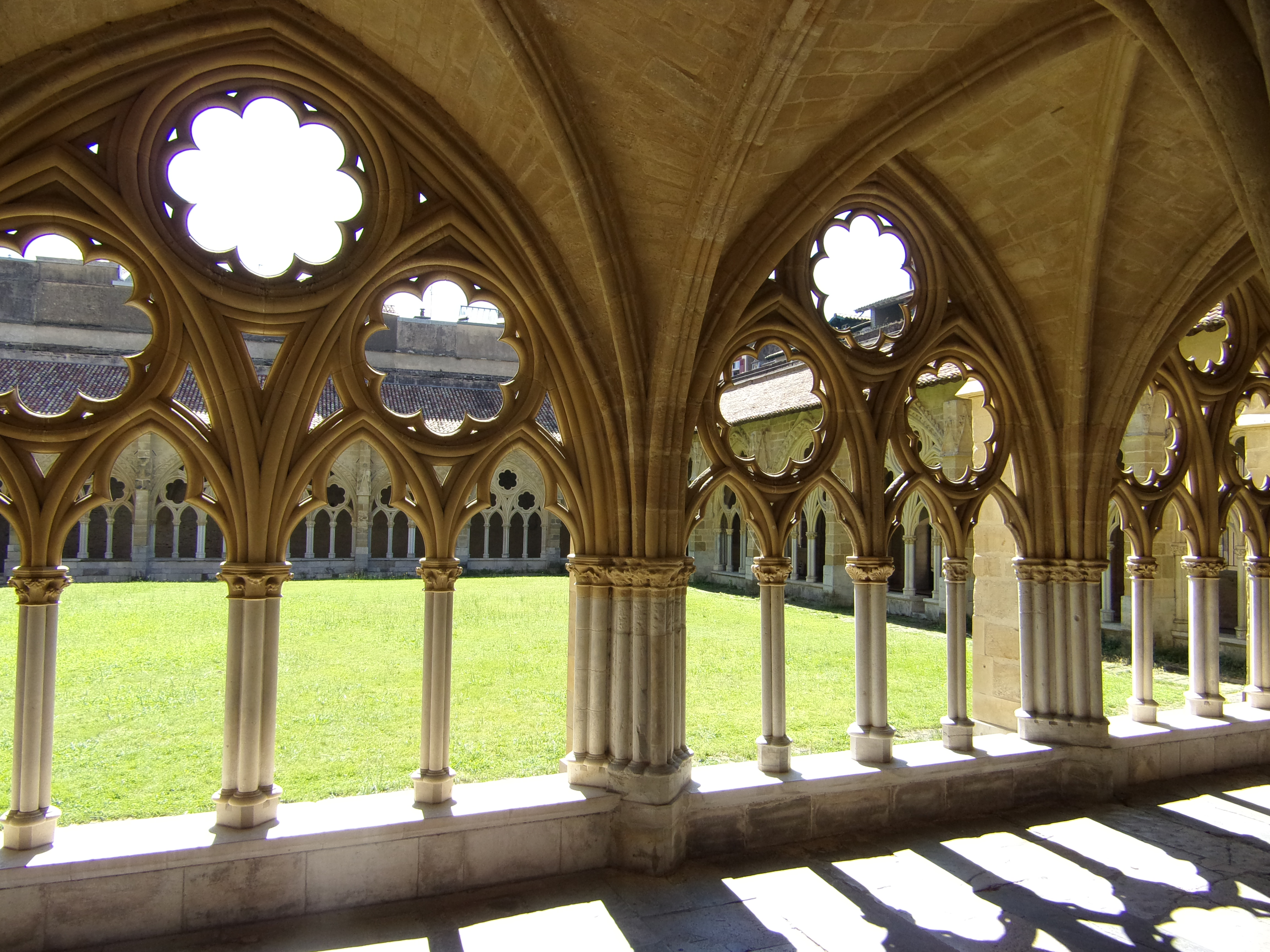
Cloître de la cathédrale.

### Les objets, tableaux et mobilier
Elle recèle de nombreux objets, tableaux, autels, classés au titre d'objets dans l'inventaire du ministère de la Culture.
Concernant les tableaux, l'évêque Guillaume d'Arche commanda six tableaux de la vie de La Vierge entre 1761 et 1768 à Claude Joseph Vernet des tableaux pour orner le chœur de la cathédrale. Ces tableaux néoclassiques furent exécutés par des élèves de l'école de Rome. Il n'en reste que trois aujourd'hui à la cathédrale, les autres ayant été déplacés lors de la restauration du XIXe siècle :
- « Naissance de la Vierge » par Jacques-Philippe Caresme (1734-1796) ;
- « La présentation de la Vierge » par Jacques-Philippe Caresme (1734-1796), situé dans la sacristie ;
- « L'éducation de la Vierge " par Jean Bardin (1732-1809), situé dans la chapelle Sainte-Anne ;
- « La fuite en Égypte » par Nicolas Brenet (1728-1792), situé dans la chapelle paroissiale.

On peut également contempler un tableau monumental de la Cène dans le transept sud et une série de quatorze tableaux disposés dans les bas-côtés qui composent un chemin de croix.

## Le cloître
Le cloître est l'un des plus grands de France. Il est de style gothique rayonnant et date du XIVe siècle. Au Moyen Âge, c'était un lieu de réunion et de conversation pour les assemblées de quartiers ou de corporations. Les galeries du cloître ont conservé des enfeus (tombeaux) et des dalles funéraires datant du XIVe au XVIIIe siècle.
Sa galerie nord, le long de la cathédrale a disparu lors de la restauration de la cathédrale au XIXe siècle par Émile Boeswillwald afin de créer la chapelle paroissiale (également appelé chapelle Saint-Léon) et la sacristie. Cette modification a eu pour effet de cacher le seul portail non détruit lors de la révolution française et dont parle Victor Hugo.
Le cloître est toujours le lieu de manifestations culturelles telles que les artisans du cloître ou des concerts. Il a été entièrement restauré ces dernières années.
Il est aujourd'hui géré par le centre des monuments nationaux.

## Galerie

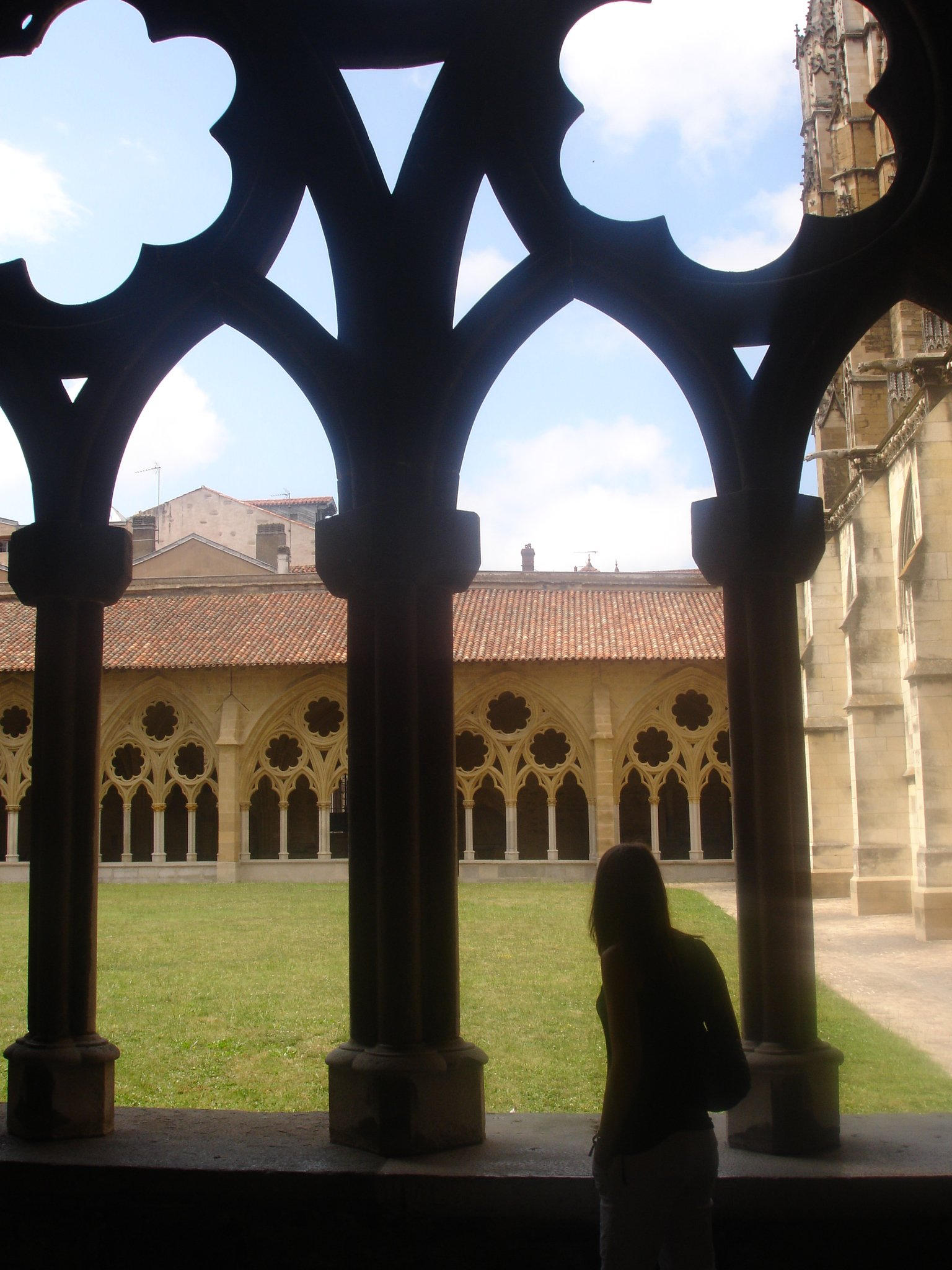
Cloître de la cathédrale de Bayonne.
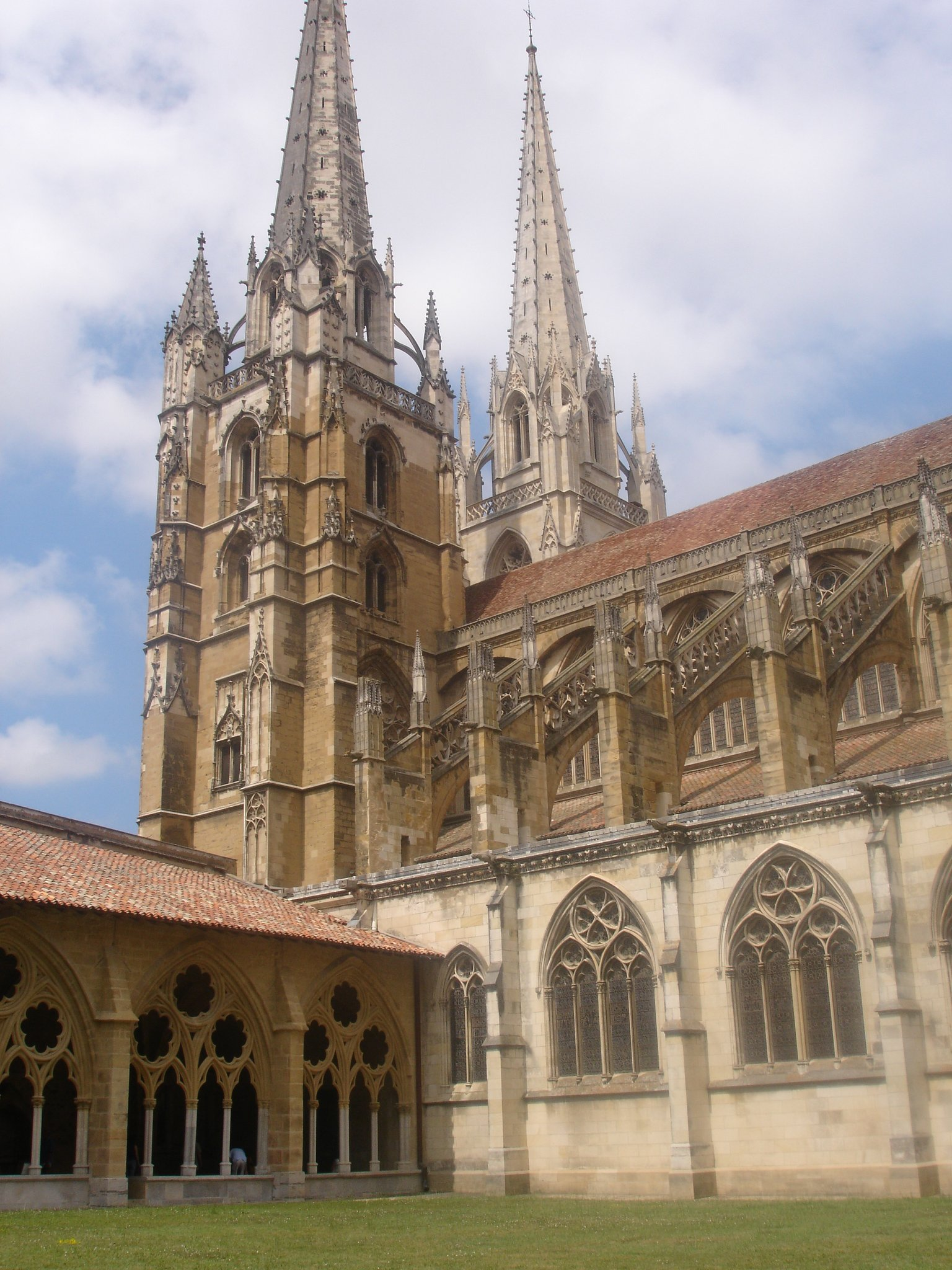
Cathédrale vue du cloître.
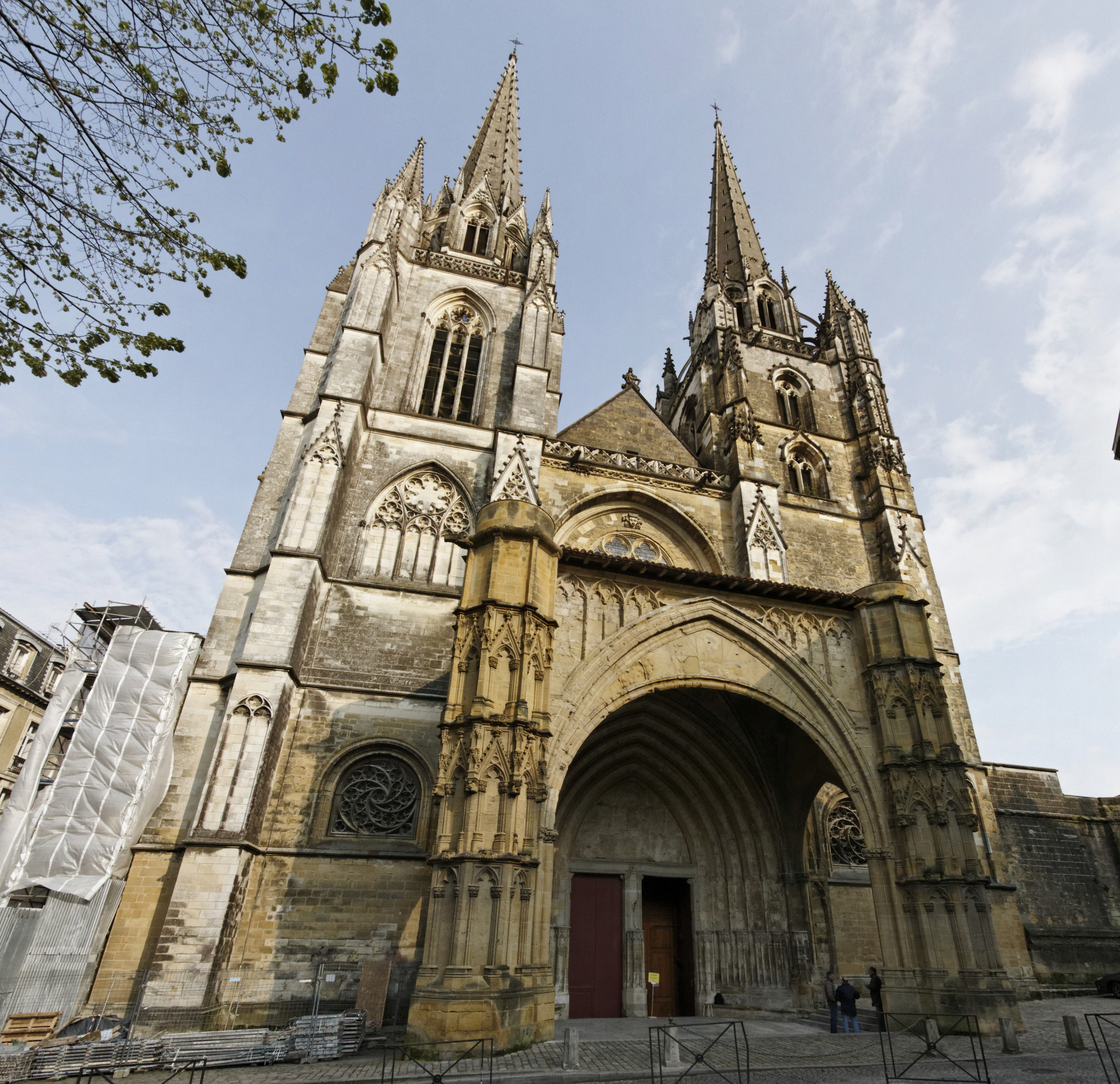
Flèches de la cathédrale.
Cloître de la cathédrale de Bayonne.
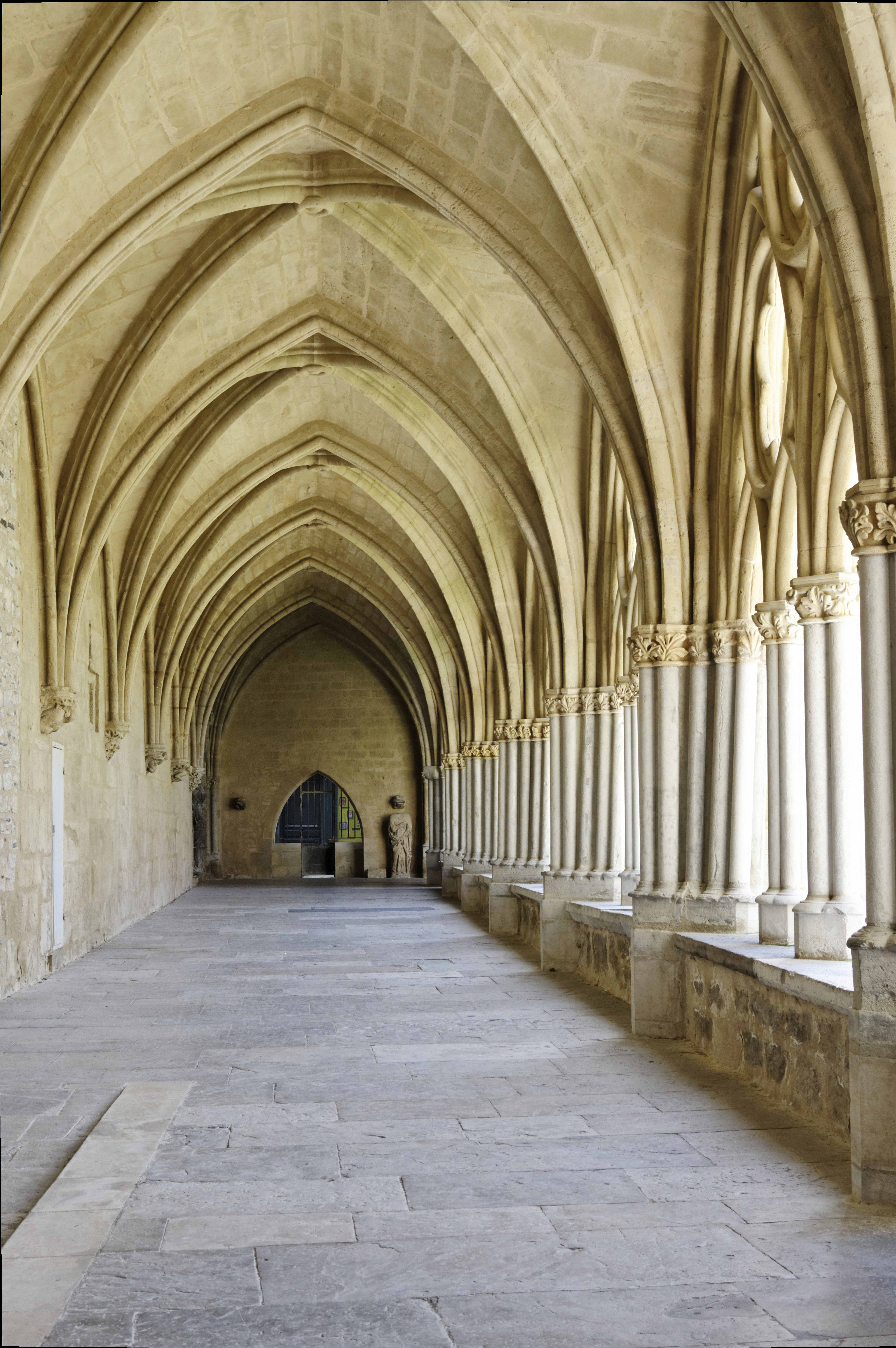
Cloître de la cathédrale de Bayonne.
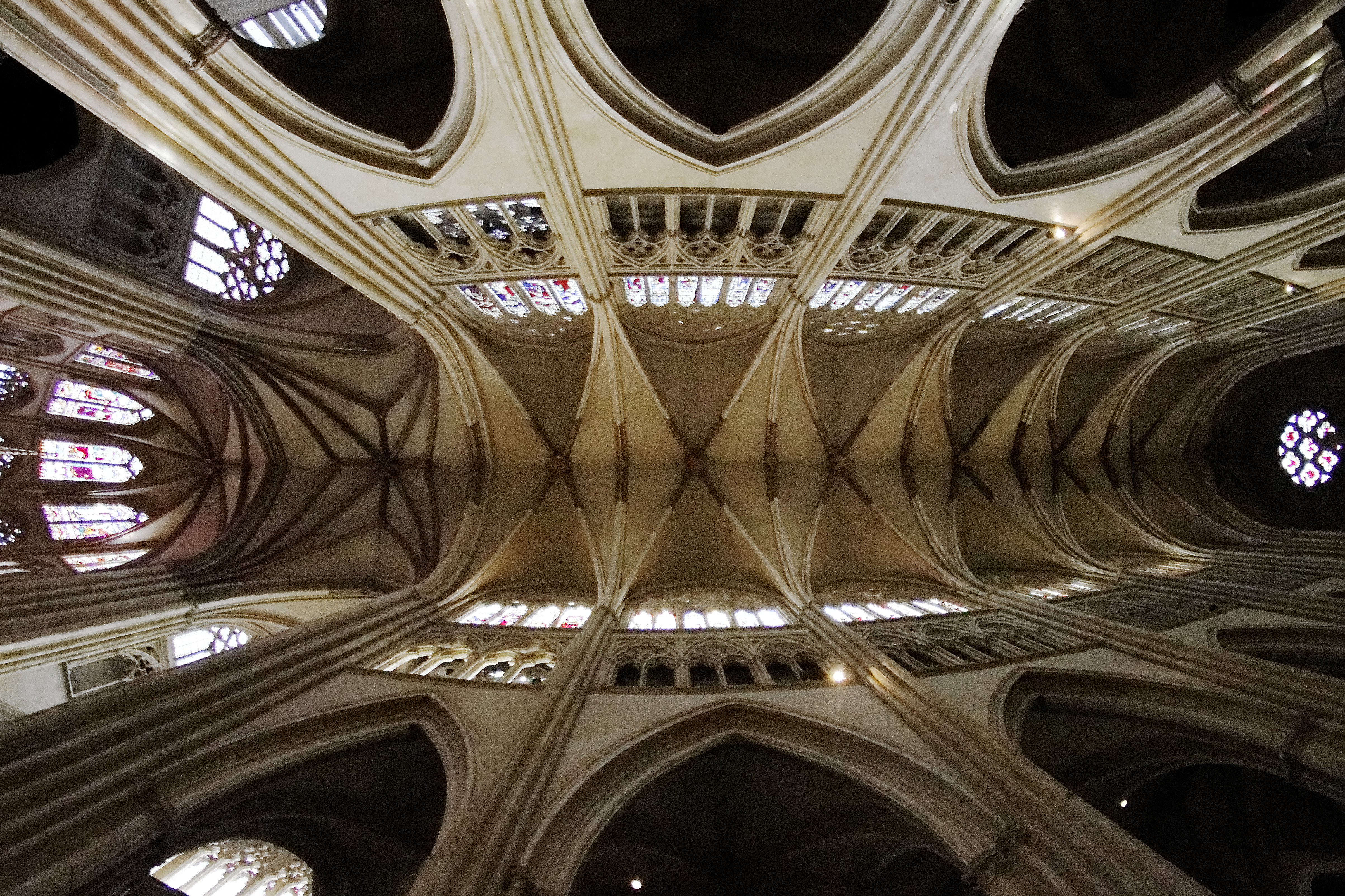
La voûte de la nef.
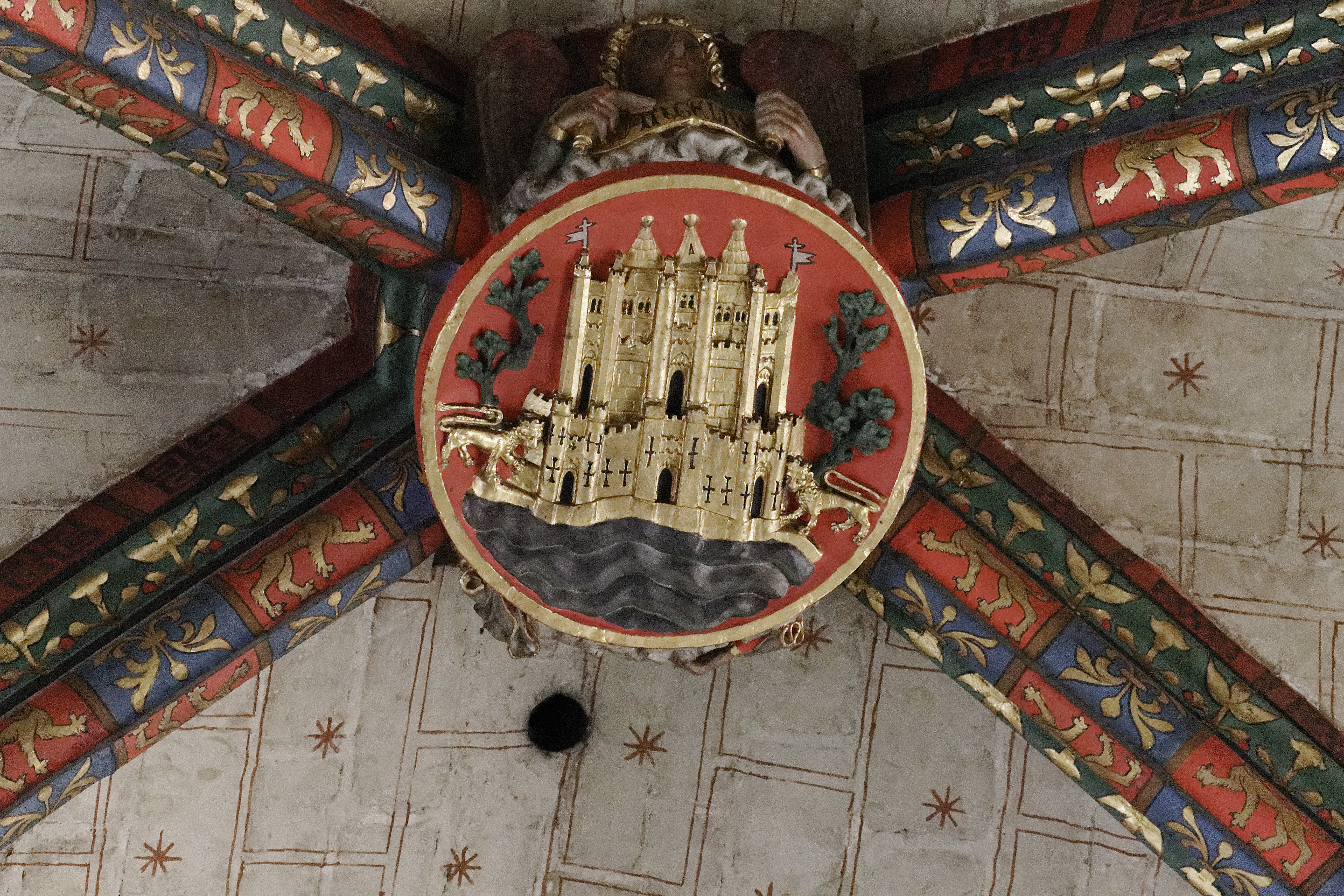
Croisée d'ogive. La clé de voûte représente un château à triple donjon, entouré de 2 léopards, signe de la domination anglaise pendant la construction de l'édifice.
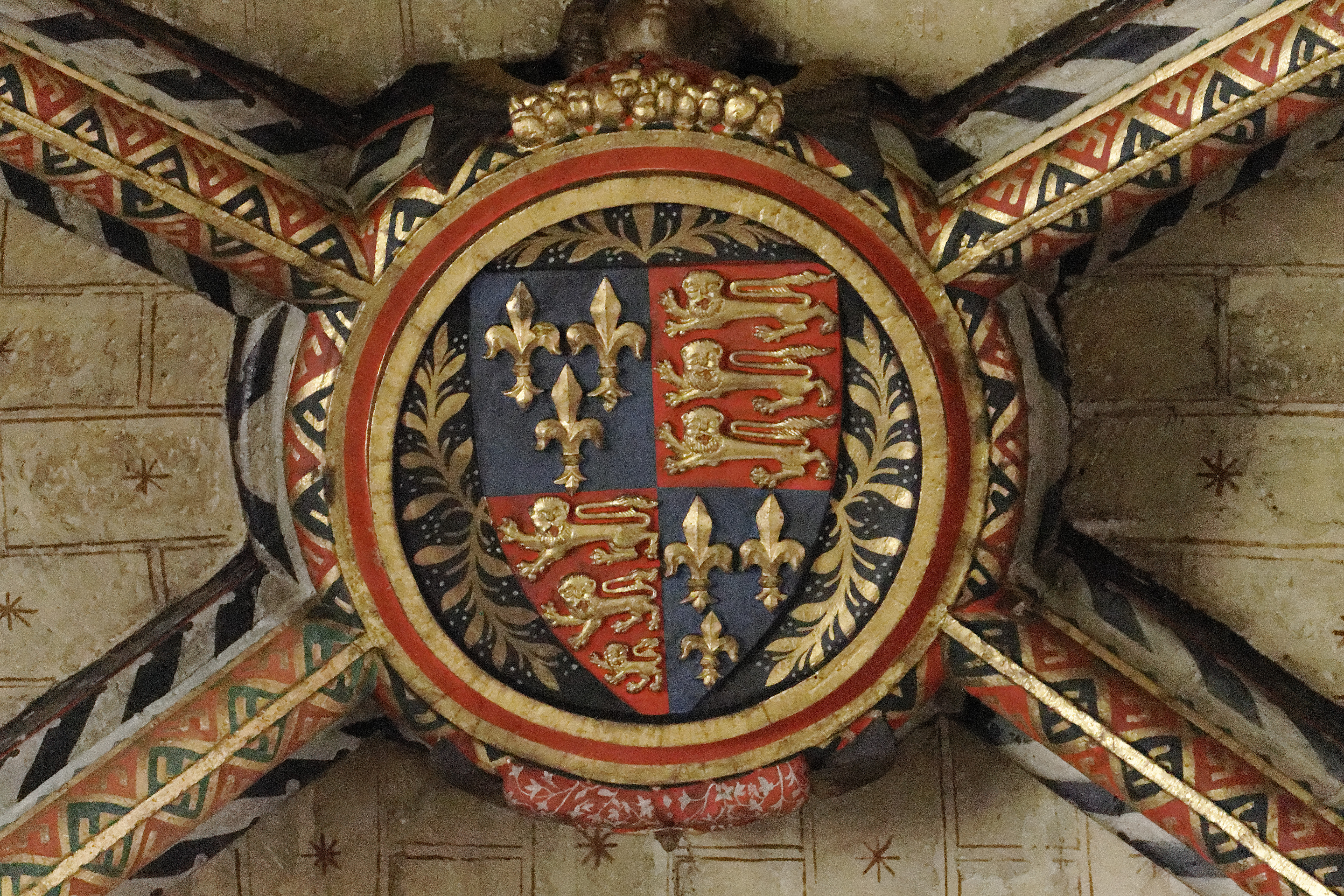
Croisée d'ogive. La clé de voûte représente les fleurs de lys symbolisant le pouvoir français qui côtoient les trois léopards symbolisant le pouvoir anglo-gascon[N 1].